# Meteh
Meteh (en serbe cyrillique : Метех) est un village du nord-est du Monténégro, dans la municipalité de Plav.

## Démographie

### Évolution historique de la population
| 1948 | 1953 | 1961 | 1971  | 1981 | 1991 | 2003 |
| ---- | ---- | ---- | ----- | ---- | ---- | ---- |
| 867  | 951  | 974  | 1 030 | 963  | 720  | 452  |